# Douglas Robb
Douglas Seann Robb (Agoura Hills, 2 de janeiro de 1975), comumente referido como Doug Robb, é um músico americano e vocalista da banda de rock alternativo Hoobastank.

## Carreira musical
Robb começou a tocar baixo aos 13 anos de idade, encontrando mais tarde seu colega de Hoobastank Dan Estrin, na sua adolescência em uma escola secundária de Battle of the Bands (Batalha de Bandas) da concorrência em Agoura Hills onde a sua banda cantou uma canção cover de Alice in Chains. Ele coescreveu todas as músicas da banda em dois dos três grandes lançamentos comerciais, o autointitulado álbum Hoobastank, The Reason, e Every Man for Himself, incluindo os singles da banda.